# Citroën C6 (2016)
La Citroen C6 di seconda generazione (nome in codice X81) è un'autovettura di segmento E prodotta dal 2016 dalla casa automobilistica francese Citroën. 
La vettura riutilizza il nome C6 già impiegato per un modello venduto in Europa dal 2005 al 2012. L'autovettura, totalmente nuova, viene realizzata in collaborazione con la cinese Dongfeng Motor Corporation a Wuhan ed è basata sulla piattaforma EMP2,
 condividendo la scocca e parte della meccanica con la 508 di seconda generazione, la cui produzione e commercializzazione è limitata esclusivamente al solo mercato cinese.

## Storia
Nel 2016 è stata presentata una nuova vettura denominata C6 e commercializzata con il marchio Citroën. La presentazione è avvenuta in due tempi: una prima presentazione riservata a poche persone si è avuta il 12 aprile, mentre la presentazione ufficiale è avvenuta il 25 aprile al Salone di Pechino. In effetti, la C6 II, come viene chiamata, è un modello riservato al solo mercato cinese. Dopo l'uscita di scena della prima C6, la cui carriera commerciale in Europa si era rivelata alquanto sfortunata, la Casa del "double Chevron" non aveva smesso di credere in un possibile ritorno nei segmenti alti di mercato. Tale posizione fu ribadita con la presentazione della concept DS9 Spirit, una vettura di fascia alta, ma caratterizzata da una particolare carrozzeria a due volumi. Ma osservando le difficoltà con cui anche gli altri costruttori generalisti europei si trovavano ad avere a che fare in piena recessione del mercato automobilistico, specialmente nei segmenti D ed E, la Citroën decise di accantonare l'idea di riproporre in Europa una vettura di segmento E. Più promettenti erano invece le prospettive di una vettura del genere nel mercato cinese, per cui fu avviato un progetto volto alla realizzazione di un'ammiraglia per tale mercato in fase di forte crescita. Lo sviluppo del progetto è avvenuto nell'ambito della collaborazione fra gruppo PSA e Dongfeng Motor Corporation, una joint-venture nota con la sigla DPCA (acronimo di Dongfeng Peugeot-Citroën Automobiles).
Il risultato è stata appunto la C6 II, una vettura nata sfruttando scocca e pianale della Peugeot 508, ma in questo caso il passo è stato allungato di 83 mm per ottenere gli ingombri tipici del segmento E, pari a circa 5 metri di lunghezza. La base meccanica viene condivisa anche con la Fengshen A9, un altro modello realizzato dalla DPCA appositamente per il mercato locale. La C6 II monta un motore EP8FDT, vale a dire un'unità specifica per il mercato cinese, caratterizzata da una cilindrata di 1751 cm³ e dalla presenza di un turbocompressore che ne porta la potenza massima a 204 CV. La trasmissione è affidata ad un cambio automatico a 6 rapporti. Dal punto di vista stilistico, la parte più caratterizzante è il frontale, in cui calandra e fari a led paiono integrati in un unico fascione che incorpora anche gli indicatori di direzione.